# H2N2
H2N2는 인플루엔자바이러스 A형의 아형이다. H2N2는 아시아 독감 균주(현재 야생에서 멸종), H3N2 및 조류에서 발견되는 등 다양한 균주로 변이되었다. 또한 1889년 인류에 대해 범유행을 일으켰다고 의심된다. 1889년 러시아 독감의 지리적 확산이 연구되고 발표되었다.

인플루엔자 아형

## 러시아 독감
일부 사람들은 1889-1890년 러시아 독감(Russian Flu)이 인플루엔자 A형 바이러스 아형 H2N2에 의한 것이라고 생각하지만, 그 증거는 정확하지 않다. 이는 최초의 인플루엔자 범유행으로 기록되었다.

## 아시아 독감
아시아 독감(Asian Flu)은 1956년 초부터 1958년까지 중국에서 시작된 인플루엔자바이러스 A형의 카테고리 2 인플루엔자 범유행이었다. 일부 논문은 이것이 기존의 인간 균주와 결합한 야생 오리의 돌연변이에서 비롯된 것이라고 생각한다. 하지만 다른 논문에서는 확실하지 않다고 기술되었다. 이 바이러스는 구이저우성에서 처음 발견되었다. 그것은 1957년 2월 싱가포르로 퍼져 나갔고 4월에는 홍콩에, 6월에는 미국에 전파되었다. 미국의 사망자 수는 약 69,800명이다. 이 유행성 전염병으로 인한 전세계 사망 추정치는 출처에 따라 크게 다르다. 세계보건기구(WHO)가 약 2백 만명을 지정하면서 백 만명에서 4백 만명사이에 이를 것으로 예측하였다.
아시아 독감은 인플루엔자 A형 바이러스 아형 H2N2(바이러스에서 헤마글루티닌 및 뉴라미니데이스의 구성을 나타내는 표기법)이며 1957년에 인플루엔자 백신이 개발되었다.
이후 아시아 독감 균주는 H3N2로의 항원이동을 통해 1968년에서 1969년 사이에 유행이 있었다.
H2N2 및 H3N2 유행성 균주 모두 조류 인플루엔자 바이러스 RNA 세그먼트를 함유하였다.

## 검사 키트
2004년 10월부터 2005년 2월까지 1957 H2N2 바이러스의 약 3,700개의 검사 키트가 미국 병리 전문 학교 (CAP)에서 우연히 전 세계로 퍼졌다. CAP는 미확인 바이러스 샘플을 제공하여 실험실의 정확성을 지원했다. 미국 신시내티에 있는 민간 계약자인 Meridian Bioscience는 덜 치명적인 조류 인플루엔자바이러스 A형 아형 대신 1957 균주를 선택했다. 1957 H2N2 바이러스는 치명적인 것으로 간주되어 미국 정부는 균주가 포함된 바이알을 파괴할 것을 촉구했다.